# Dunsandel
Dunsandel est une petite localité rurale de la région de Canterbury située dans l’île du Sud de la Nouvelle-Zélande.

## Situation
La ville est localisée dans la plaine de Canterbury juste au sud de la rivière Selwyn et à environ 40 km au sud de la cité de Christchurch.

## Accès
Dunsandel est à une jonction de la route Highway 1 / SH1, à mi-chemin entre les villes de Christchurch et d’Ashburton, avec une route menant à Leeston, Southbridge et Hororata.
La ville fournit un important arrêt pour des rafraîchissements sur la route principale pour les voyageurs avec des possibilités de restauration dans les cafés et elle agit comme une ville de support pour les communautés rurales de l’intérieur.

## Population
Dunsandel a une population 429 habitants selon le recensement de 2006, en augmentation de 27 résidents depuis celui de 2001.

## Activité économique
La ville fut établie pour desservir les fermes locales qui comprennent des élevages laitiers, des élevages de moutons mais aussi la culture des céréales . La ville fournit les services d’un vétérinaire, le transport des animaux et la réparation des véhicules.

## Éducation
Elle a une école primaire pour approximativement un effectif de 150 enfants.

## Loisirs
La ville est le domicile du Dunsandel Cricket Club. Le club a une équipe A, qui a acquis la réputation d’être l’une des premières équipes du district d’Ellesmere.